# روبن دورن
روبن دورن (انگلیسی: Rubén Durán؛ زادهٔ ۲۹ سپتامبر ۱۹۸۳) بازیکن فوتبال اهل اسپانیا است.
از باشگاه‌هایی که در آن بازی کرده‌است می‌توان به باشگاه فوتبال لوگو، باشگاه فوتبال راسینگ سانتاندر، و باشگاه فوتبال زامورا اشاره کرد.